# Didier Hassoux
« Hassoux » redirige ici. Pour l’article homophone, voir Assou.
Didier Hassoux est un journaliste politique français. Il travaille au Canard enchainé.

## Biographie
Après avoir travaillé à l’hebdomadaire Témoignage Chrétien, au quotidien La Croix, puis à Libération, au service politique, Didier Hassoux intègre en 
2006 la rédaction de l'hebdomadaire satirique Le Canard enchaîné.[réf. nécessaire]
Il est également l'auteur de plusieurs ouvrages politiques.
La parution de son livre L'Espion du président lui vaudra d'être poursuivi pour avoir divulgué l'identité d'agents de la DGSI ; il sera néanmoins relaxé avec ses coauteurs en 2014,. Bernard Squarcini porte également plainte, contre les auteurs et leur éditeur, pour diffamation,,. Il est débouté. 

## Publications

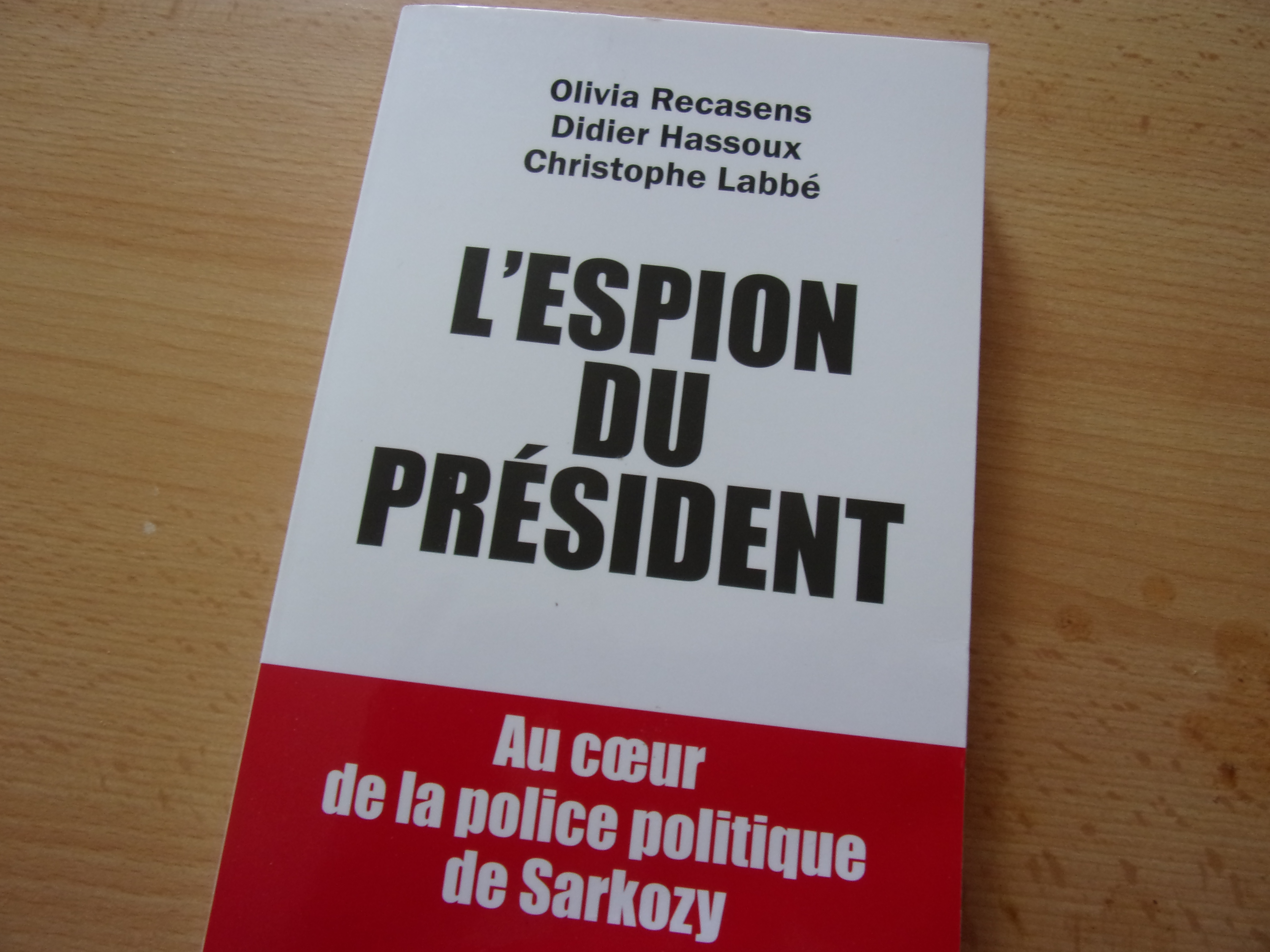

- Luc Ferry, une comédie du pouvoir, en collaboration avec Emmanuel Davidenkoff, Hachette-Littératures, 2004.  (ISBN 978-2-01-235778-5)[7]
- Ségolène et François, en collaboration avec Cécile Amar, Éditions Privé, 2005.  (ISBN 978-2-35076-002-5)
- Sarkozy et l'argent roi, en collaboration avec Renaud Dély, Calmann-Lévy, 2008.  (ISBN 978-2-7021-3934-9)[8],[9]
- L'Espion du président. Au cœur de la police politique de Sarkozy, en collaboration avec Olivia Recasens et Christophe Labbé, Éditions Robert Laffont, 2011.  (ISBN 978-2-221-12983-8)[10],[11],[12]
- Comment j'ai sauvé le Président : Farces et attrapes de la Sarkozie (en collaboration avec Jean-Michel Thénard), Calmann-Lévy, 2012  (ISBN 978-2-7021-4287-5)
- Bienvenue place Beauvau - Police : Les Secrets inavouables d'un quinquennat (en collaboration avec Olivia Recasens et Christophe Labbé), Éditions Robert Laffont, 2017  (ISBN 978-2-221-19898-8)[13],[14]